# Swetlana Alexandrowna Pletnjowa

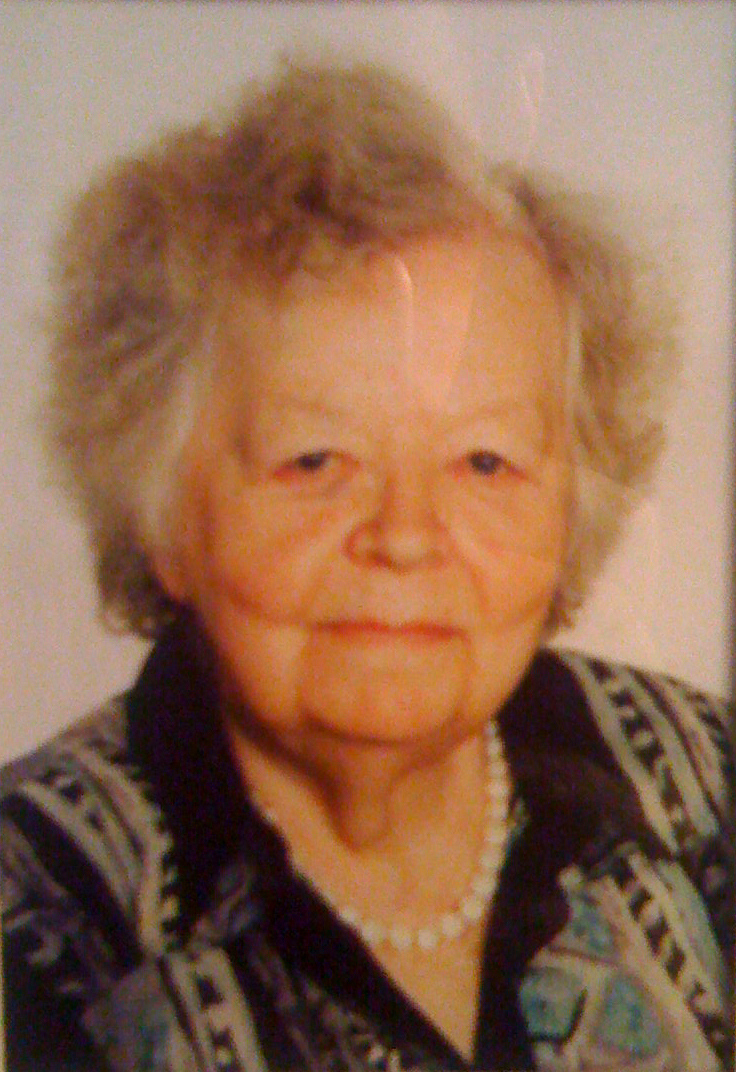
Swetlana Alexandrowna Pletnjowa

Swetlana Alexandrowna Pletnjowa (russisch Светлана Александровна Плетнёва; * 20. April 1926 in Wjatka; † 20. November 2008 in Moskau) war eine sowjetische Historikerin, Archäologin und Hochschullehrerin.

## Leben
Pletnjowa studierte an der historischen Fakultät der Universität Moskau (MGU) mit Abschluss 1949. Es folgte die Aspirantur am Institut für Materielle Kultur der Akademie der Wissenschaften der UdSSR (AN-SSSR, jetzt Russische Akademie der Wissenschaften (RAN)). Sie nahm an der archäologischen Wolga-Don-Expedition unter der Führung Michail Illarionowitsch Artamonows zur Untersuchung der Festung Sarkel teil (1949–1951). 1952 schloss sie die Aspirantur ab mit Verteidigung ihrer bei Boris Alexandrowitsch Rybakow und Michail Illarionowitsch Artamonow angefertigten Kandidat-Dissertation über die Nomaden der südrussischen Steppen im 9. bis 13. Jahrhundert nach den archäologischen Funden und schriftlichen Quellen.
Von 1952 bis 2006 arbeitete und lehrte Pletnjowa in Moskau im Institut für Materielle Kultur der AN-SSSR, das das  Institut für Archäologie der RAN wurde. 1968 verteidigte sie ihre Doktor-Dissertation über die Wanderung der Nomaden in die Städte. 1982 folgte die Ernennung zum Professor. 1974–1991 leitete sie die Abteilung für slawisch-russische Archäologie. Sie leitete eine Reihe von Expeditionen zur Untersuchung der Denkmäler der Saltowo-Majaki-Kultur (östlich der Penkowka-Kultur) der Eisenzeit in Südrussland (Mitte 8. bis Anfang 10. Jahrhundert im Chasaren-Khaganat). Dazu gehörten auch eine sowjetisch-bulgarische Expedition zur Untersuchung der ersten bulgarischen Hauptstadt Pliska und eine sowjetisch-bulgarisch-ungarische Expedition zur Untersuchung der Festung Majazkoje Gorodischtsche im jetzigen Naturschutzgebiet Diwnogorje (Rajon Liski) (1975, 1977–1982). Sie war Ausgrabungsleiterin der Festung Tmutarakan.
1988–1994 war Pletnjowa Chefredakteurin der Zeitschrift für sowjetische bzw. russische Archäologie (nach Boris Alexandrowitsch Rybakow und vor Waleri Iwanowitsch Guljajew). 1993–2002 leitete sie die Gruppe für Mittelalterarchäologie der eurasischen Steppen. Sie betreute 26 Kandidat-Dissertationen und 4 Doktor-Dissertationen. Ihre Forschungstätigkeit führte zu einer Vielzahl von Veröffentlichungen. Ihre Arbeiten wurden ins Bulgarische, Serbische, Ungarische, Deutsche, Französische und Japanische übersetzt. Zu ihren Schülern gehörten Igor Leonidowitsch Kyslassow, Wiktor Nikolajewitsch Tschchajidse und K. I. Krassilnikow.
Pletnjowa wurde auf dem Friedhof der Stadt Wereja begraben.

## Ehrungen, Preise
- Staatspreis der UdSSR (1986)
- Ehrenzeichen der Sowjetunion
- Medaille „Für heldenmütige Arbeit“